# Diocesi di Dionisiade

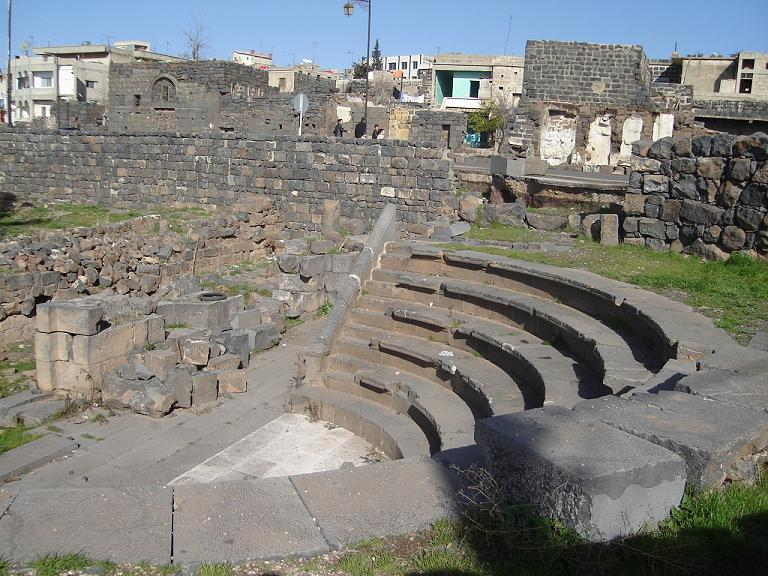
L'anfiteatro romano di 'As-Suwayda

La diocesi di Dionisiade (in latino Dioecesis Dionysiensis) è una sede soppressa del patriarcato di Antiochia e una sede titolare della Chiesa cattolica.

## Storia
Dionisiade, corrispondente alla città di As-Suwayda nell'odierna Siria, è un'antica sede episcopale della provincia romana d'Arabia nella diocesi civile d'Oriente. Faceva parte del patriarcato di Antiochia ed era suffraganea dell'arcidiocesi di Bosra, come attestato da una Notitia episcopatuum del VI secolo.
Sono diversi i vescovi conosciuti di questa sede. Severo partecipò al concilio di Nicea del 325. Janin aggiunge anche il vescovo Olimpio, che fu presente al sinodo di Filippopoli del 344; questo vescovo è tuttavia ignoto a Devreesse. Elpidio prese parte al concilio di Costantinopoli del 381. Maras assistette al secondo concilio di Efeso del 349, mentre al concilio di Calcedonia si fece rappresentare dal metropolita Costantino, che firmò anche gli atti al suo posto.
Le scoperte archeologiche ed epigrafiche hanno restituito i nomi di altri vescovi di Dionisiade, per i quali resta incerta la datazione: Pietro, fondatore dell'ospizio di San Tommaso; Paolo, sepolto a Canatha assieme al fratello Pietro, vescovo di Massimianopoli; Giorgio, figlio di Solomé.
Dal XIV secolo Dionisiade è annoverata tra le sedi vescovili titolari della Chiesa cattolica; la sede è vacante dal 15 novembre 1966.

## Cronotassi

### Vescovi greci
- Severo † (menzionato nel 325)
- Olimpio ? † (menzionato nel 344)
- Elpidio † (menzionato nel 381)
- Maras † (prima del 449 - dopo il 451)
- Pietro †
- Paolo †
- Giorgio †

### Vescovi titolari
- Teoderico † (1330 ? - ?)
- Nicola Stefani † (23 ottobre 1413 - ?)
- Nicola Marciari † (3 novembre 1413 - ?)
- Levinus Brunstorp, O.P. † (1478 - 1487 deceduto)
- Francisco de Puerto † (1504 - ?)[6]
- Richard Pauli-Stravius † (21 ottobre 1641 - 24 gennaio 1654 deceduto)
- Jean Antoine Blavier, O.F.M.Conv. † (4 maggio 1654 - 9 luglio 1699 deceduto)
- Stanisław Szembek † (11 gennaio 1690 - 21 giugno 1700 nominato vescovo di Włocławek)
- Lorenzo Armengual del Pino de la Mota † (3 gennaio 1701 - 6 maggio 1715 nominato vescovo di Cadice)
- Basilio Matranga, O.S.B.M. † (19 agosto 1715 - 7 ottobre 1726 nominato arcivescovo titolare di Acrida)
- Melchior Jan Kochnowski † (17 luglio 1775 - 30 aprile 1788 deceduto)
- Cherubino Scali, O.F.M. † (10 marzo 1823 - 14 novembre 1846 deceduto)
- Vicente Ferrer Carreras, O.P. † (6 ottobre 1866 - 16 settembre 1867 deceduto)
- Thomas-Marie Gentili, O.P. † (7 giugno 1868 - 30 agosto 1888 deceduto)
- Ludwik Feliks Zdanowicz † (30 dicembre 1889 - 28 dicembre 1896 deceduto)[7]
- Giovanni Volpi † (15 agosto 1897 - 14 novembre 1904 nominato vescovo di Arezzo)
- Giuseppe Maria Aldanesi (16 maggio 1906 - 14 maggio 1909 deceduto)[8]
- Antoine Alphonse de Wachter † (21 giugno 1909 - 15 novembre 1932 deceduto)
- Antonio Lippolis † (18 novembre 1932 - 22 dicembre 1942 deceduto)
- Ilario Alcini † (23 agosto 1943 - 27 ottobre 1951 nominato arcivescovo titolare di Nicea)
- Dragutin Čelik † (15 dicembre 1951 - 11 agosto 1958 deceduto)
- Daniel Willem Stuyvenberg, S.M. † (27 novembre 1958 - 15 novembre 1966 nominato vescovo di Honiara)